# 円勝寺 (本巣市)
円勝寺（えんしょうじ）は岐阜県本巣市金原にある阿弥陀如来を本尊とする浄土真宗本願寺派の寺院で、山号は大谷山と称する。
建仁元年に大野郡及び本巣郡の領主であった関谷六郎正善が法然上人に帰依して上洛し、九条家の旧屋敷を大谷庵として住したのが起源である。在京時に同家伝来の阿弥陀如来像及び法然上人真筆の輪光の阿弥陀如来画像を得たのち、本巣へと戻り建仁元年（1201年）数屋村にて小庵を設けて大谷山円勝寺と称した。その後法然上人より親鸞聖人の下に就くよう指示があったため、浄土真宗の寺院となった。3代善徳は覚如上人より阿弥陀如来像を、8代常趣は蓮如上人より六字名号と十字名号を賜っている。天正年間、9世善勝は石山合戦に参加したため法敵織田信長に追われる身となり、天正10年（1582年）に根尾右京之介に日当で首をとられた。この争乱にあたって善勝の妻は輪光の阿弥陀如来画像を高野山に預ける。翌年寺を身延村一色へ移した。さらに元和2年（1616年）に現在地へと移転した。正保年間に阿弥陀如来画像を預けた高野山の松の坊が失火により焼失したが、他の寺宝が焼亡した中で例外的に預けた画像が焼け残る。元禄8年（1695年）14世善空は高野山へ預けた阿弥陀如来画像を寺へ戻し、爾来火中輪光の弥陀如来として一層珍重されるようになった。